# 1981 în jocuri video
Acest articol prezintă evenimente importante legate de jocuri video din anul 1981. Vezi și istoria jocurilor video.

## Evenimente
Alimentată de lansarea de anul precedent a jocului color și atrăgător Pac-Man, publicul pentru jocurile arcade în 1981 a devenit mult mai larg. Jocurile de labirint influențate de Pac-Man au început să apară în arcade și pe sistemele de acasă. Pac-Man a fost din nou jocul video cu cele mai mari încasări din 1981, pentru al doilea an consecutiv. Nintendo a lansat jocul arcade Donkey Kong, care a definit genul platformelor. Alte jocuri de arcade de succes lansate în 1981 sunt  Defender, Scramble, Frogger și Galaga. Cel mai bine vândut sistem de acasă al anului a fost Game & Watch de la Nintendo, pentru al doilea an consecutiv. Galaga  este o continuare a jocului Galaxian (1979).

Frogger

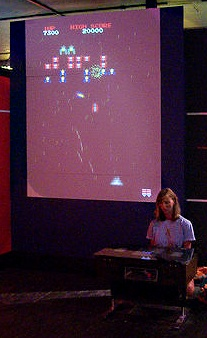
Galaga

### Reviste
Apare primul număr al revistei Computer Gaming World (noiembrie-decembrie 1981).